# 43 TCN
Năm 43 TCN là một năm trong lịch Julius. 